# Carlos María Elías
Carlos María Elías de la Quintana, o simplemente, Carlos M. Elías (Lima, Perú, 18 de septiembre de 1841-ib. 20 de agosto de 1907) fue un empresario agrícola y político peruano. Miembro del Partido Constitucional o cacerista. Fue Presidente del Consejo de Ministros y Ministro de Relaciones Exteriores en 1887, durante el primer gobierno de Andrés A. Cáceres. Nuevamente presidió el gabinete de 1892 a 1893, esta vez como ministro de Gobierno, en el gobierno de Remigio Morales Bermúdez.

## Biografía
Fue hijo de Domingo Elías Carbajo (destacado hacendado, comerciante y político, que fue presidente del Perú) y de Isabel de la Quintana y Pedemonte. Sus estudios escolares los realizó en el Colegio Guadalupe, de 1849 a 1852, entonces colegio particular, fundado en Lima por su padre. Luego se trasladó a París, donde ingresó al Liceo Imperial de San Luis.
En 1859 regresó al Perú y se estableció en Ica para hacerse cargo de las haciendas de su familia. En 1867 fue elegido diputado por Ica al Congreso Constituyente, donde se destacó por su oposición al gobierno de Mariano Ignacio Prado. 
Culminado su periodo parlamentario, viajó a Europa y China, para tratar sobre sus negocios particulares. En 1872 tuvo una nueva estadía en Europa y en esta ocasión, hizo publicar en el diario parisiense La Patrie, el 17 de marzo de ese año, una carta en la que, alegando ser un antiguo diputado del Congreso peruano, negaba absolutamente la validez legal de una operación que el Estado peruano había lanzado para obtener un empréstito con la casa Dreyfus, y hasta dejó entrever claramente la insolvencia de su país. Según la casa Dreyfus, dicha carta produjo gran impacto y determinó el fracaso de aquella operación, en momentos en que el Perú atravesaba una severa crisis económica y necesitaba urgentemente de esa ayuda. Las consecuencias de ello serían la bancarrota fiscal y el desarme del país, lo que sería aprovechado por Chile para declarar la guerra al Perú, ambicionando su rico territorio salitrero de Tarapacá.
Nuevamente en el Perú, Elías ejerció de síndico en la municipalidad de Lima (1873). Fue elegido senador (1876-1878) y diputado por la provincia de Chincha (1878-1881).
Criticó severamente al gobierno del general Luis La Puerta, que se había encargado del mando cuando el presidente Mariano Ignacio Prado partió al sur como director de Guerra, al estallar el conflicto con Chile. Asimismo, Elías se encargó de organizar en Ica un cuerpo de la Guardia Nacional, pero al instaurarse la dictadura de Nicolás de Piérola fue desterrado a Guayaquil.
Ocupada Lima por los chilenos, regresó con el ánimo de cooperar en la resistencia al invasor, apoyando a los gobiernos de Francisco García Calderón y Lizardo Montero. Encabezó, junto con Manuel Candamo y Elías Mujica, la Junta Patriótica, y se encargó de recolectar dinero y comprar armas. La autoridad chilena de ocupación lo consideró peligroso, por lo que fue apresado y desterrado a Angol, en Chile, el 1 de agosto de 1882. Allí, junto con otros peruanos desterrados (entre ellos José María Químper, Andrés Avelino Aramburú Sarrio, José Antonio García y García, Pedro Correa y Santiago, Ramón Ribeyro, Manuel Candamo, el general Manuel González de la Cotera y Dionisio Derteano) participó en las conversaciones con el ministro plenipotenciario de Estados Unidos en Chile, Cornelius A. Logan, para acordar los términos de la paz. Logan presionó para que el Perú acordara la paz con Chile con cesión territorial, por lo que acabó siendo repudiado por los peruanos.
Tras la firma del Tratado de Ancón fue liberado. Arribó al Callao en noviembre de 1883, pero una vez más debió marchar al destierro, por orden del gobierno del general Miguel Iglesias.
Tras la caída de Iglesias, fue nombrado ministro plenipotenciario en Chile (1885), con la misión de reclamar la desocupación de la provincia de Tarata, que el gobierno chileno había incluido arbitrariamente en la cesión territorial acordada en el Tratado de Ancón.
Finalizada la victoriosa revolución de Cáceres sobre Iglesias, fue nombrado delegado cacerista ante las conferencias realizadas entre los dos bandos, donde se acordó nombrar un nuevo Consejo de Ministros, que sería el encargado de la transición (diciembre de 1885).

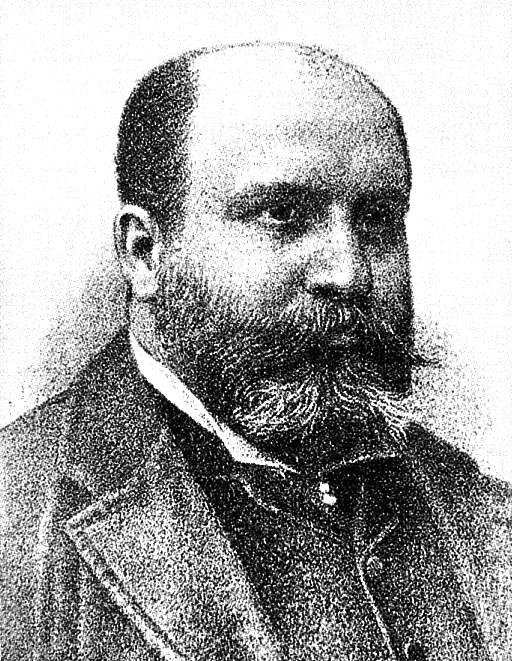
Carlos M. Elías, según grabado de Evaristo San Cristóval. Revista El Perú Ilustrado, hacia 1890.

En 1886 fue elegido senador por Ica y en 1887 fue senador por Puno.
El 22 de agosto de 1887, bajo el primer gobierno de Andrés A. Cáceres, fue nombrado ministro de Relaciones Exteriores. El 12 de septiembre del mismo pasó a presidir el gabinete ministerial. El 28 de septiembre, en una exposición ante el Congreso, dijo que no sometería al Legislativo la aprobación del contrato Araníbar-Tyler (suscrito entre un representante del Estado y el personero de los tenedores de bonos de la deuda externa), debido a la implicancia que tenía en política exterior, con respecto al cumplimiento de Chile del tratado de Ancón. Esto le acarreó las críticas de varios parlamentarios, que levantaron una moción de censura en su contra, que si bien no prosperó, lo obligó a renunciar con su gabinete en pleno el 4 de octubre.
De nuevo pasó a representar al Perú en Chile (1889-1890). Aunque deseaba ya apartarse de la política, el gobierno del coronel Remigio Morales Bermúdez (que era de su mismo partido) lo nombró presidente del Consejo de Ministros y ministro de Gobierno, cargos que ejerció de junio de 1892 a marzo de 1893. Debió renunciar una vez más, corriendo diversas versiones sobre el motivo, que apuntaban a discrepancias dentro del mismo Ejecutivo.
En 1894 volvió a ser elegido senador por Ica. Como connotado miembro del Partido Constitucional o cacerista, trabajó por la reelección del general Cáceres a la presidencia de la República.
Fue muy amigo del almirante Miguel Grau, de cuyo hijo, Miguel Grau Cavero, fue padrino. Era también cuñado del contralmirante Lizardo Montero (casado con su hermana Rosa Elías de la Quintana).